# کونوپکی-مونته
کونوپکی-مونته (به لهستانی:  Konopki-Monety) یک روستا در لهستان است که در گمینا گرابووو واقع شده‌است.
 کونوپکی-مونته  ۲۰۵ نفر جمعیت دارد.